# Iterační metoda
Ve výpočtové matematice je iterační metoda proces, který z počáteční aproximace konstruuje posloupnost přibližných řešení daného problému. Každá iterace přibližného řešení je konstruována z iterací předchozích.

## Iterační metody pro řešení soustav lineárních algebraických rovnic
Pro řešení soustav lineárních algebraických rovnic existují dvě hlavní skupiny iteračních metod – stacionární iterační metody a metody Krylovových podprostorů.

### Stacionární iterační metody
Základní stacionární iterační metody vycházejí ze štěpení příslušné matice soustavy na {\displaystyle {\displaystyle A=M-N}}, přičemž matice {\displaystyle M} musí být jednoduše invertovatelná. Novou iteraci přibližného řešení spočítáme z předchozího jako {\displaystyle \displaystyle x_{k+1}=M^{-1}(Nx_{k}+b)\,.} Přesné řešení soustavy je pak pevným bodem tohoto zobrazení.

### Metody Krylovových podprostorů
Metody Krylovových podprostorů jsou projekční metody založené na hledání přibližného řešení v Krylovových podprostorech rostoucí dimenze, tj. {\displaystyle x_{k}\in x_{0}+{\text{span}}\{r_{0},Ar_{0},\ldots ,A^{k-1}r_{0}\}}. Jednoznačnost tohoto přibližného řešení {\displaystyle x_{k}} dosáhneme dodatečnými podmínkami na příslušné residuum {\displaystyle r_{k}=b-Ax_{k}}. Zpravidla požadujeme buď minimalitu residua v eukleidovské normě, nebo ortogonalitu residua na prostor, ve kterém hledáme aproximaci {\displaystyle x_{k}}. Požadujeme-li ortogonalitu residua na prostor, na kterém hledáme přibližné řešení, jedná se o tzv. Galerkinovu metodu.